# Jesper Juul
Jesper Juul (Vordingborg, 18 aprile 1948 – Odder, 25 luglio 2019) è stato uno psicoterapeuta danese.
Si occupò di terapia familiare e fu autore di numerosi libri sulle relazioni familiari e l'educazione. Era fondatore del Kempler Institute of Scandinavia a Odder in Danimarca e del progetto di consulenza familiare europeo FamilyLab.

## Biografia
Juul crebbe a Vordingborg, Herning und Ebeltoft. Dopo il diploma lavorò sulle navi da crociera, anche come cuoco. In seguito svolse altri lavori: operaio edile, lavapiatti e barista.
Dal 1966 al 1970 studiò storia e religione e in seguito lavorò come insegnante ed educatore. Lo psichiatra americano Walter Kempler  e lo psichiatra infantile danese Mogens A. Lund divennero suoi maestri e terapeuti. In seguito egli seguì ragazze madri presso i servizi sociali di Aarhus, forte della sua formazione in Danimarca, Paesi Bassi e USA come terapeuta familiare. Fu inoltre terapeuta di gruppo e personal trainer. 
Nel 1979 fondò, in collaborazione con Kempler, con Lund e la moglie di quest'ultimo, Lis Keiser, l'Istituto Kempler, Kempler Institute of Scandinavia, che diresse fino al 2004, rimanendovi tuttavia attivo anche dopo come insegnante e consulente. Nel 2004 Juul diede vita al progetto di consulenza familiare FamilyLab International, poi sviluppatosi a livello europeo (Danimarca, Germania, Svizzera, Italia, Croazia, Norvegia, Austria, Svezia e Slovenia). Questo progetto offre tuttora seminari condotti da insegnanti che si sono formati con Jesper Juul.
Dal 1991 Juul si prese cura di famiglie di rifugiati e veterani di guerra in Croazia. Fino all'ultimo fu attivo in nove Paesi
Jesper Juul ebbe un figlio dal primo matrimonio e si sposò poi una seconda volta.
Juul è morto nel 2019 per un'infezione polmonare. Dal 2012 era invalido a causa di una neuropatia.

## Visione pedagogica
Juul parte dal presupposto che un bambino è fin dalla nascita socialmente ed emozionalmente competente come un adulto. Questa competenza, che si manifesta diversamente durante la crescita del bambino, non deve quindi essere insegnata al bambino attraverso l'educazione. L'educazione tradizionale secondo Juul fa uso principalmente di strategie verbali. In questo modo si dimentica che i bambini imparano attraverso l'imitazione. I bambini devono avere la possibilità di osservare e sperimentare, in questo modo si integrano nella società attraverso l'imitazione. I bambini cooperano in questo modo. Un flusso continuo di ammonimenti e spiegazioni ha l'effetto di far sentire il bambino stupido o "sbagliato". Anche se il tono è amichevole e comprensivo, viene inviato il messaggio: "non vai bene così come sei!" e così l'immagine di sé del bambino e la sua autostima vengono seriamente danneggiate.
Ogni disturbo comportamentale di bambini e ragazzi si può ricondurre secondo Juul a due cause: 1. gli adulti hanno ferito l'integrità del bambino, oppure 2. il bambino ha cooperato troppo, rinunciando alla sua integrità pur di essere accettato dagli adulti. Genitori ed esperti si concentrano sempre sui comportamenti inadeguati. Juul invita a entrare in relazione con i bambini in un altro modo. Il suo approccio parte dal tentativo di capire "chi è il bambino", e non di spiegare "perché si comporta così". Solo in questo modo, secondo Juul, si può creare un rapporto soddisfacente tra genitori e bambini.

## Pubblicazioni in italiano
- Il bambino è competente. Valori e conoscenze in famiglia, Feltrinelli.
- Eccomi! Tu chi sei? Limiti, vicinanza, rispetto tra adulti e bambini, Feltrinelli.
- Ragazzi, a tavola! Il momento del pasto come specchio delle relazioni familiari, Feltrinelli.
- Dall'obbedienza alla responsabilità. Per una nuova cultura educativa (con Helle Jensen), Apogeo Editore.
- La famiglia è competente. Consapevolezza, autostima, autonomia: crescere insieme ai figli che crescono, Feltrinelli.
- La famiglia che vogliamo. Nuovi valori guida nell'educazione dei figli e nei rapporti di coppia, Feltrinelli.
- Genitori competenti. Educare i figli con responsabilità ed equilibrio, Centro Studi Erickson.
- I no per amare. Comunicare in modo chiaro ed efficace per crescere figli forti e sicuri di sé, Feltrinelli.
- Parliamone in famiglia. Jesper Juul a colloquio con i genitori (con Pernille W. Lauritsen), Apogeo Editore.
- Sono grande abbastanza! Stare accanto a tuo figlio adolescente, Apogeo Editore.
- Un genitore in più. Vivere con un partner separato e i suoi figli, Apogeo Editore.